# Androniscus stygius
Androniscus stygius is een pissebed uit de familie Trichoniscidae. De wetenschappelijke naam van de soort is voor het eerst geldig gepubliceerd in 1897 door Nemec.